# Lixin
För andra betydelser, se Lixin (olika betydelser).
Lixin är ett härad i staden Bozhou i provinsen Anhui i östra Kina.
Häradet är indelat i 20 köpingar, tre socknar och en administrativ enhet på sockennivå.
Köpingar (zhen):

- Chengbei (城北镇)
- Chengguan (城关镇)
- Chengjiaji (程家集镇)
- Daliji (大李集镇)
- Gongdian (巩店镇)
- Huji (胡集镇)
- Jiangji (江集镇)
- Jiucheng (旧城镇)
- Kantuan (阚疃镇)
- Madianzi (马店孜镇)
- Ruji (汝集镇)
- Sunji (孙集镇)
- Wangren (王人镇)
- Wangshi (王市镇)
- Wangtuan (望疃镇)
- Xipanlou (西潘楼镇)
- Yongxing (永兴镇)
- Zhangcun (张村镇)
- Zhangou (展沟镇)
- Zhongtuan (中疃镇)

Socknar (xiang):

- Jiwangchang (纪王场乡)
- Sunmiao (孙庙乡)
- Xinzhangji (新张集乡)

Områden på sockennivå:

- Chaihu Liangzhong Fanzhi Chang (bondgård) (柴湖良种繁殖场)